# Designador láser

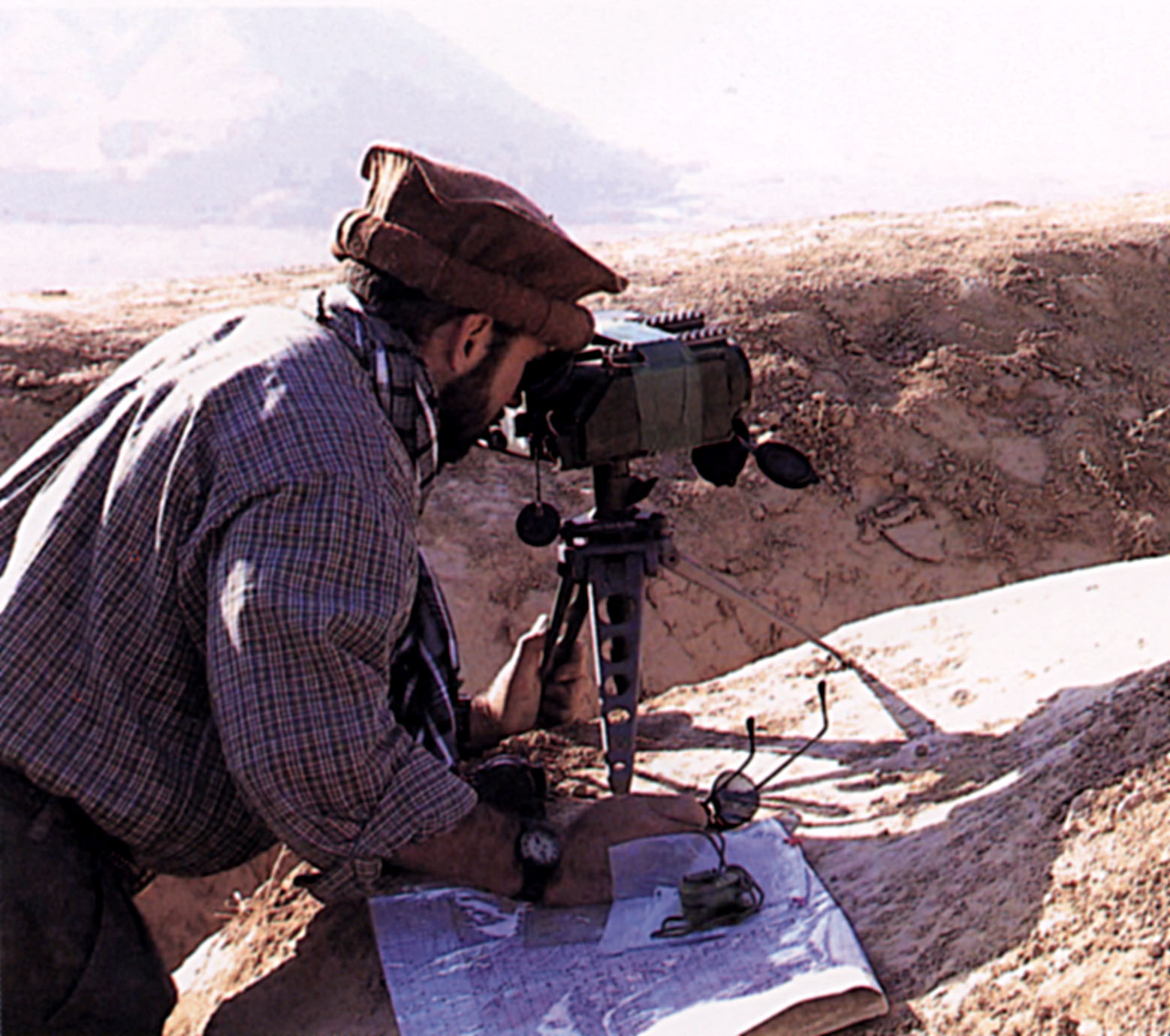
Unidad portátil dirigiendo un bombardeo en Afghanistán, 2001.

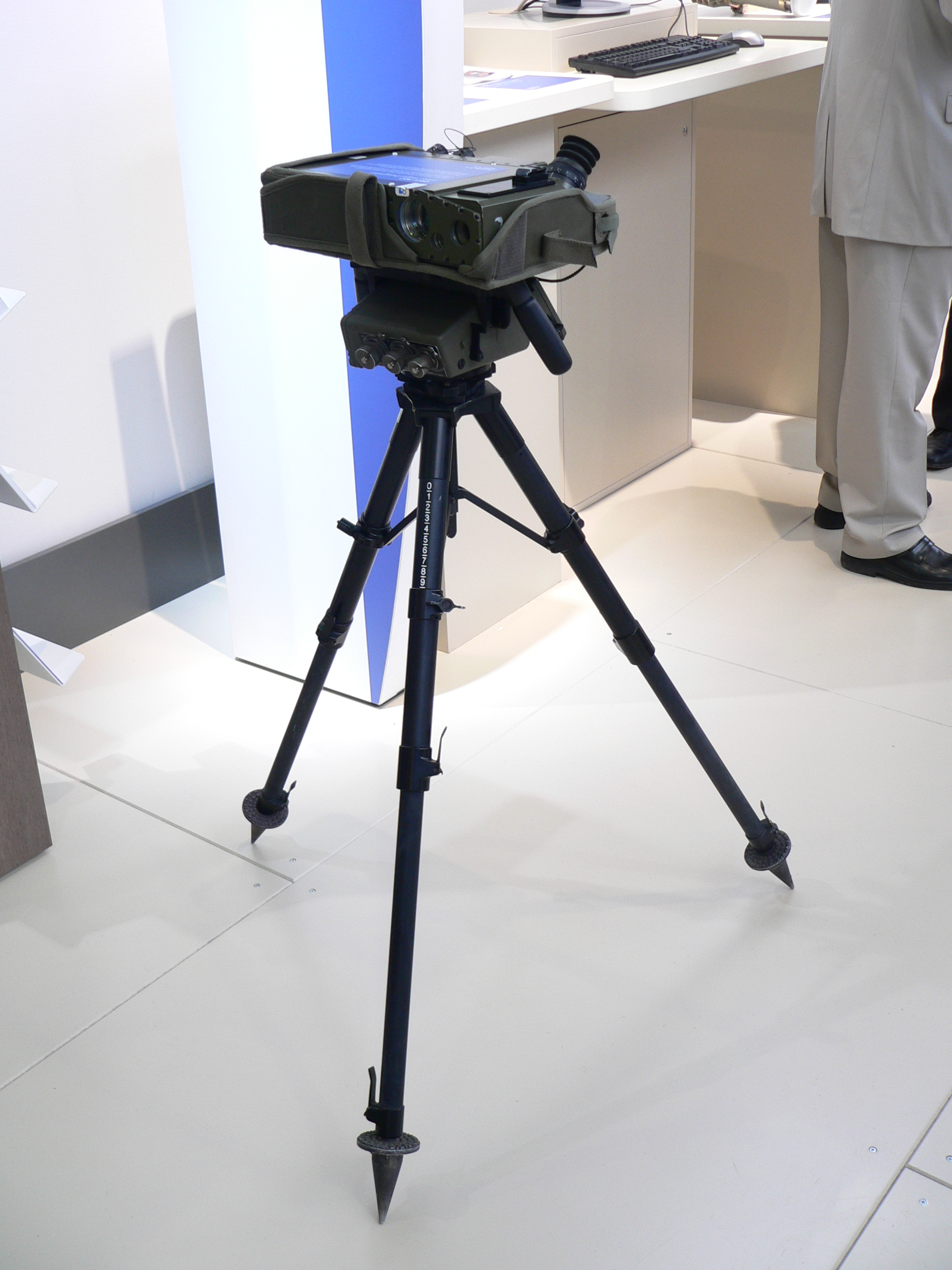
CILAS DHY 307.

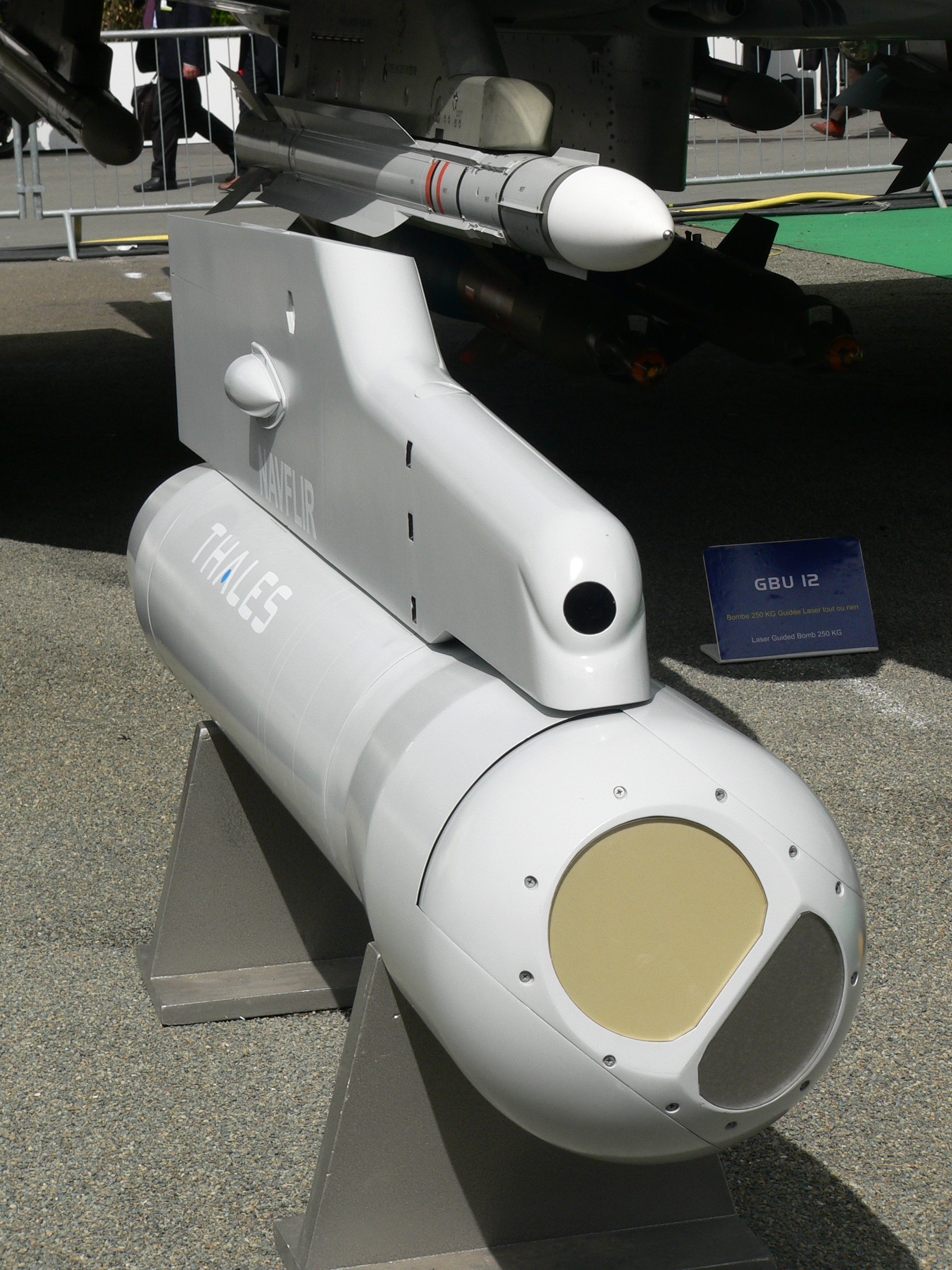
Un designador DAMOCLES de Thales combinado con un NAVFLIR.

Un designador láser es una fuente de luz láser utilizada para iluminar un objetivo. Los designadores láser proveen guías para bombas guiadas por láser, misiles, o piezas de artillería de precisión, como las bombas de la serie Paveway, Hellfire de Lockheed Martin, o las municiones Copperhead. Los designadores pueden ser instalados en aviones, vehículos terrestres, o en dispositivos de mano. La Fuerza aérea de los Estados Unidos y la Armada de los Estados Unidos utilizan actualmente el designador Litening II Targeting Pod en aviones de combate. Los controladores de la Fuerza Aérea, y los controladores del Cuerpo de Marines de los Estados Unidos emplean dispositivos livianos, como el AN/PED-1 Lightweight Laser Designator Rangefinder (LLDR), permitiéndoles identificar objetivos para los aviones de apoyo aéreo cercano cerca de fuerzas amigas.
Cuando un objetivo es marcado por el designador, el haz de luz es invisible y no brilla. En su lugar, una serie de pulsos codificados de luz láser son disparados. Estas señales rebotan en el objetivo hacia el cielo, donde son detectadas por el buscador de las municiones guiadas por láser, quienes entonces ajustan su rumbo en el aire para centrarse sobre el láser. Es importante notar que, a menos que las personas que están siendo iluminadas tengan equipos de detección de láser o puedan escuchar a las aeronaves aproximándose, será prácticamente imposible que se enteren de que son el objetivo de un ataque. Los designadores láser funcionan mejor cuando hay buenas condiciones atmosféricas. Nubes, lluvia o humo pueden deteriorar la precisión del sistema de guía.